# Aurora (superordinador)
Aurora és un superordinador patrocinat pel Departament d'Energia dels Estats Units (DOE) i dissenyat per Intel i Cray per al Laboratori Nacional d'Argonne. Ha estat el segon superordinador més ràpid del món des del 2023. S'espera que després d'optimitzar el seu rendiment superi els 2 ExaFLOPS, convertint-lo en l'ordinador més ràpid de la història.
El cost es va estimar el 2019 en 500 milions de dòlars EUA. Olivier Franza és l'arquitecte en cap i investigador principal d'aquest disseny.

## Història
L'any 2013, el DOE va presentar la seva visió exaescala d'un exaFLOP amb 20 MW per al 2020. Aurora es va anunciar per primera vegada el 2015 i s va acabar el 2018. S'esperava que tingués una velocitat de 180 peta FLOPS que estarien al voltant de la velocitat de Summit. L'Aurora havia de ser la supercomputadora més potent en el moment del seu llançament i la va construir Cray amb processadors Intel. Més tard, el 2017, Intel va anunciar que Aurora es retardaria fins al 2021, però augmentaria fins a 1 exaFLOP. El març de 2019, el DOE va dir que construiria el primer superordinador amb un rendiment d'un exaFLOP als Estats Units el 2021.
A l'octubre de 2020, el DOE va dir que Aurora es tornaria a endarrerir durant sis mesos més i que deixaria de ser el primer ordinador exaescala dels EUA. A finals d'octubre de 2021, Intel va anunciar que Aurora ara superaria els 2 exaFLOPS en càlcul màxim de doble precisió. El sistema s'ha instal·lat completament.
El novembre de 2023, Aurora va aparèixer al número dos de la llista de superordinadors Top500, amb un rendiment de 585 petaFLOPS. L'entrada Top500 d'Aurora només incloïa la meitat del maquinari, tal com va declarar Top500 al seu butlletí de novembre de 2023. Encara s'espera que Aurora superi els 2 exaFLOPS de rendiment un cop s'hagi posat en línia tot el sistema i s'hagin fet les optimitzacions, superant Frontier com a superordinador número 1 a Top500, ja que l'optimització dels superordinadors pot comportar millores significatives de rendiment.

## Ús
Les funcions inclouen la investigació sobre la fusió nuclear, tecnologies baixes en carboni, partícules subatòmiques, càncer i cosmologia. També desenvoluparà nous materials que seran útils per a bateries i cèl·lules solars més eficients. Ha d'estar a disposició de la comunitat científica general.

## Arquitectura
Aurora té més de nou mil nodes, i cada node està compost per dos processadors Intel Xeon Max, sis GPU de la sèrie Intel Max i una arquitectura de memòria unificada, que proporciona una potència de càlcul màxima de 130 teraFLOPS per node. Té uns 10 petabytes de memòria i 230 petabytes d'emmagatzematge.
S'estima que la màquina consumeix uns 60 MW d'energia. Com a comparació, l'ordinador més ràpid del món actual, Frontier utilitza 21 MW mentre que Summit utilitza 13 MW.